# Paleomylos
Paleomylos (griechisch Παλαιόμυλος) ist eine Gemeinde im Bezirk Limassol in der Republik Zypern. Bei der Volkszählung im Jahr 2021 hatte sie 14 Einwohner.

## Name
Der Überlieferung nach verdankt das Dorf seinen Namen einer Wassermühle, die in der Nähe des Ortes stand. Ursprünglich lebte die Familie, die es benutzte, in der Nähe der Wassermühle. Dann nahmen die Einwohner zu und bildeten das Dorf.

## Lage und Umgebung

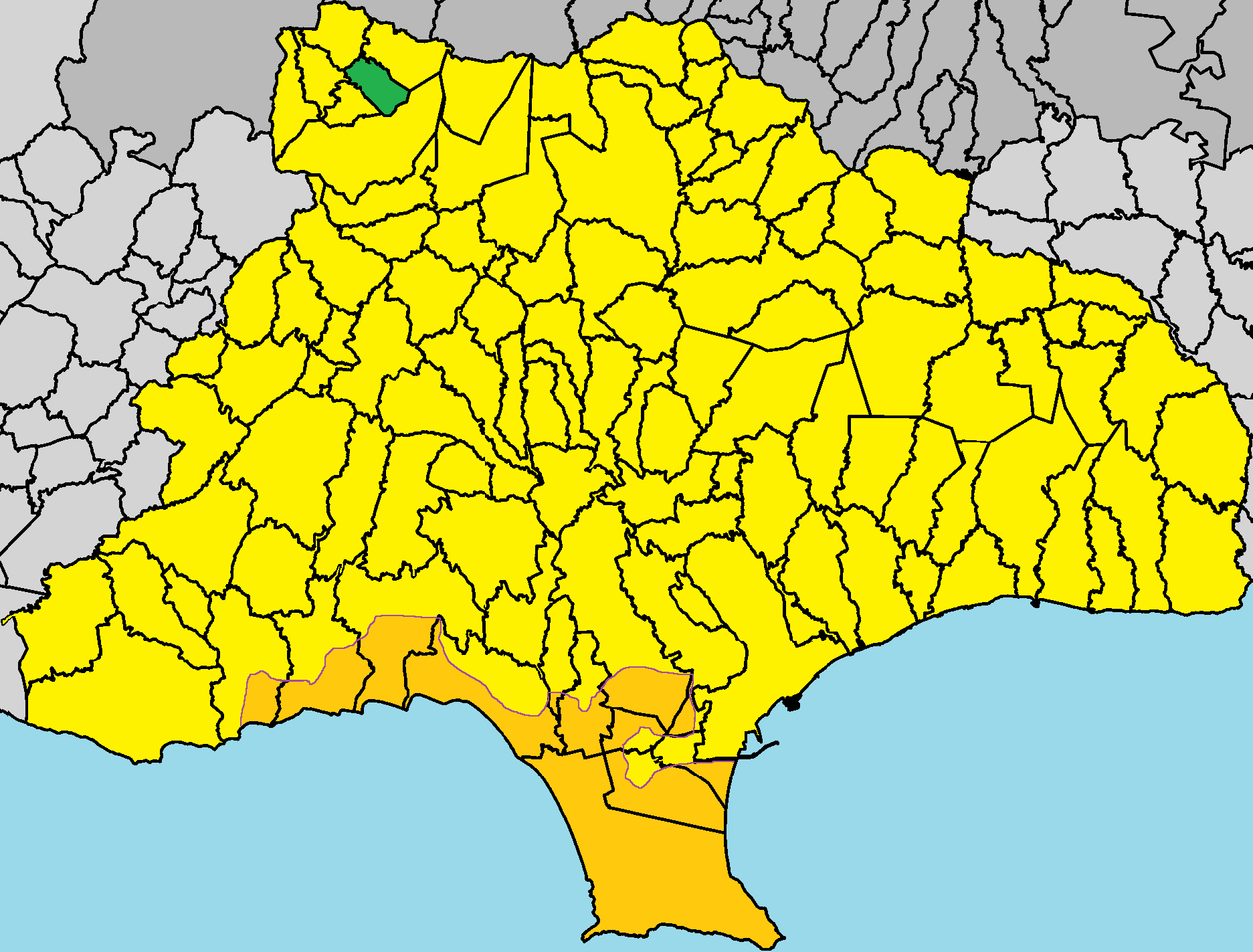
Lage im Bezirk Limassol

Paleomylos liegt im Marathasa-Tal auf der Mittelmeerinsel Zypern auf einer Höhe von etwa 1030 Metern, etwa 42 Kilometer nordwestlich von Limassol. Das 4,25421 Quadratkilometer große Dorf grenzt im Süden an Fini, im Südwesten an Agios Dimitrios, im Westen an Tris Elies, im Nordwesten an Lemithou und im Nordosten an Prodromos. Das Dorf kann über die Straße F804 erreicht werden.
Das Gebiet des Dorfes wird durch Nebenflüsse des Flusses Diarizos geteilt. Es gibt viele hohe Berggipfel in der Landschaft. Die zerklüftete und bergige Topografie des Gebiets erlaubt keine umfassende landwirtschaftliche Entwicklung. Das begrenzte Ackerland umfasst Reben, Äpfel, Kirschen, Birnen, Pfirsiche, Walnüsse und Gemüse. Der größte Teil des Verwaltungsgebiets von Paleomylos ist Teil des Troodos State Forest.

## Geschichte
Das Dorf wird in mittelalterlichen Quellen nicht erwähnt. Es ist sehr wahrscheinlich, dass es während der türkischen Besatzung gegründet wurde, als es zum Dorf Lefke gehörte.

### Bevölkerungsentwicklung
Laut den in Zypern durchgeführten Volkszählungen erreichte die Bevölkerung des Dorfes 1946 ihren höchsten Stand. Dann begann die Bevölkerung aufgrund der Urbanisierung abzunehmen. Die folgende Tabelle zeigt die Bevölkerung von Paleomylos, wie sie in den in Zypern durchgeführten Volkszählungen erfasst wurde.
| Jahr      | 1881 | 1891 | 1901 | 1911 | 1921 | 1931 | 1946 | 1960 | 1976 | 1982 | 1992 | 2001 | 2011 | 2021 |
| Einwohner | 99   | 119  | 124  | 143  | 157  | 189  | 236  | 200  | 166  | 83   | 33   | 31   | 20   | 14   |